# Combinaison spatiale du programme Constellation

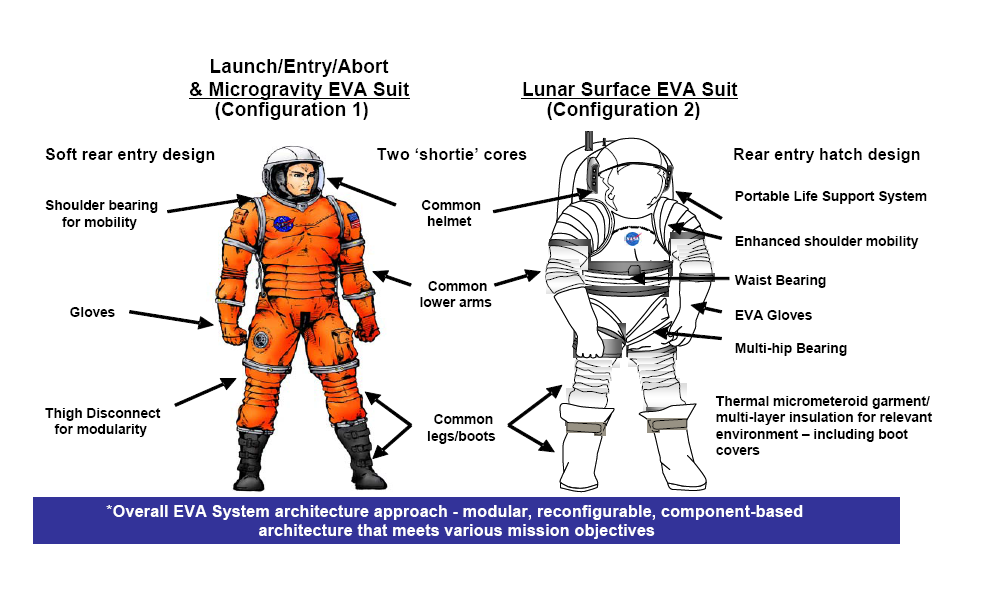
Combinaisons spatiales du projet Constellation. Combinaison « Configuration 1 » à gauche, combinaison « Configuration 2 » à droite.

La combinaison spatiale du programme Constellation est un système de combinaison pressurisée et spatiale complet, annulé, qui devait servir lors les activités intra-véhiculaires (IVA) et extra-véhiculaires (EVA) des vols du programme Constellation. Elle devait entrer en service après le retrait de la navette spatiale. La conception de la combinaison est annoncée par la NASA le 11 juin 2008 et elle devait être fabriquée par Oceaneering International, à Houston, au Texas.

## Design

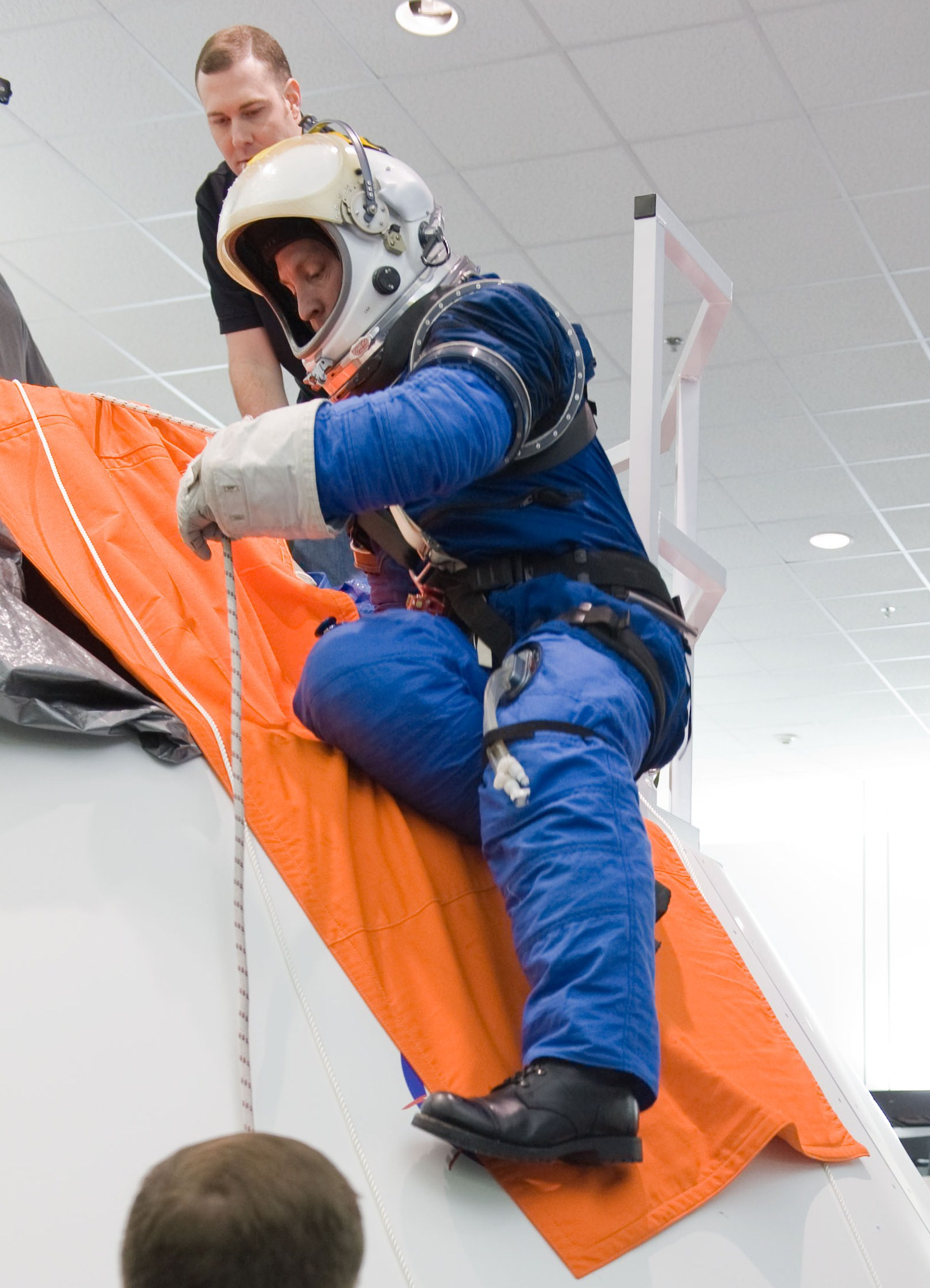
Image du premier prototype - février 2010.

Le système de combinaison spatiale Constellation a été conçu par la NASA pour le programme Constellation en raison de la réduction de l'espace à bord du vaisseau spatial Orion, relativement petit par rapport à la navette spatiale, tout en protégeant les astronautes lors du lancement, de la rentrée, de l'atterrissage et d'urgences extrêmes (comme une dépressurisation de la cabine). Un autre besoin pour la NASA était que le système de combinaison soit capable de résister aux exigences des sorties extravéhiculaires (EVA) en micropesanteur et, avec des modifications, aux contraintes des EVA à la surface lunaire lors d'une sortie lunaire de sept jours, ainsi que pour des séjours de six mois une fois l'avant-poste lunaire terminé.
Comme les combinaisons pressurisées et spatiales A7L (d'Apollo et Skylab), ACES et Extravehicular Mobility Unit (ou EMU, pour la navette et l'ISS) ont été jugées inadaptées aux besoins de la NASA pour le projet Constellation, un nouveau système de combinaison a été conçu et est désigné comme « Configuration 1 » (IVA/EVA en micropesanteur) et « Configuration 2 » (EVA lunaire).

### Configuration 1
La combinaison « Configuration 1 », portée pour le lancement, l'atterrissage, les urgences extrêmes et les EVA, doit ressembler à la combinaison pressurisée ACES utilisée par les astronautes de la NASA sur les vols de la navette spatiale. Contrairement à celle-ci, qui était inspirée de la combinaison G3C portée par l'équipage du Gemini 3 et adaptée plus tard pour être utilisée par l'US Air Force pour les opérations à haute altitude, la combinaison « Configuration 1 » comportera un système environnemental en boucle fermée (similaire à celle d'un recycleur — la combinaison ACES utilise un système à boucle ouverte de type scaphandre autonome, limitant ses opérations au-dessus de 30 000 m), de nouveaux roulements au niveau des épaules, des coudes, des poignets, des hanches et des genoux, et d'un casque à pression totale avec une plaque frontale pivotante (fermée par un joint mécanique) et intégrant un pare-soleil. Comme l'ancienne combinaison G3C, la combinaison « Configuration 1 » sera composée de cinq couches, la plus interne étant une vessie caoutchoutée retenant la pression en tissu néoprène et recouverte d'une couche de couverture Nomex de couleur International orange.
Dans le cas où une EVA est effectuée, au lieu du sac à dos du Primary Life Support System (« système de survie primaire ») porté par les équipages d'Apollo, de la navette spatiale et de la Station spatiale internationale (ISS), les astronautes s'appuieront sur un ombilical de survie utilisé sur tous les vols Gemini et Skylab. Comme le vaisseau spatial Orion n'a pas de sas comme celui de la navette et de l'ISS, tous les membres de l'équipage du vaisseau spatial devront être équipés, car toute la cabine serait dépressurisée (comme sur les vaisseaux Gemini et Apollo), donc les EVA conduites à partir d'un vaisseau spatial Orion ne seraient que de nature d'urgence.
Le système « Configuration 1 » serait capable de faire survivre un équipage d'astronautes pendant environ 120 heures en cas de dépressurisation d'urgence de la cabine[réf. nécessaire].
- Fabricant : Oceaneering International (David Clark Company en tant que sous-traitant)
- Missions : TBA, mais prêt à voler d'ici 2015[1]
- Fonction : activité intra-véhiculaire (IVA) et activité extra-véhiculaire orbitale d'urgence (EVA)[2]
- Pression de fonctionnement : 55 kPa[3]
- Système de support de vie : fourni par la capsule au moyen d'un ombilical[2]

### Configuration 2
La combinaison « Configuration 2 » devait être utilisée principalement pour les EVA lunaires menées au cours des premières missions de sortie lunaire de sept à dix jours et plus tard pour les missions depuis une base lunaire durant trois à six mois. Elle consisterait en une toute nouvelle combinaison spatiale, similaire dans apparence à la fois au Mark III (en) et au I-Suit (en) conçus et testés par ILC Dover (en) au début des années 2000, mais incorporerait les bras, les jambes, les gants, les ensembles de bottes et le casque de la combinaison « Configuration 1 ».
Comme le Mark III et le I-Suit de génération III, la combinaison « Configuration 2 » utiliserait une conception de trappe à entrée arrière, éliminant le besoin de la fermeture à double plan utilisée sur les combinaisons Extravehicular Mobility Unit pour navette et ISS et contrairement à la combinaison actuelle de la NASA, un hybride des combinaisons Apollo A7L / A7LB et des combinaisons rigides de la série RX développées par Litton, sera d'une conception « combinaison souple », ce qui permettra aux astronautes de se pencher et de saisir des objets lorsqu'ils seront complètement équipés et pressurisés. De nouvelles conceptions de joints sur les combinaisons « Configuration 2 », ainsi que les éléments de combinaison souple des combinaisons « Configuration 1 », permettront aux combinaisons de fonctionner à une pression plus élevée (environ psi ou 55 kPa, la pressurisation utilisée sur la combinaison spatiale Orlan), éliminant le danger de subir un accident de décompression normalement associé à la pression plus faible des combinaisons Navette/ISS (qui fonctionnent à 4,3 psi ou 30 kPa).
Contrairement aux combinaisons « Configuration 1 » de couleur orange, les combinaisons « Configuration 2 » auront un revêtement blanc, ce qui nécessitera l'utilisation de manches de protection sur les bras et les jambes de la combinaison « Configuration 1 ». Comme la couche de protection des combinaisons A7L et A7LB, les manches de protection de la « Configuration 2 » seront fixés à l'aide de Velcro sur la « Configuration 1 ».
- Fabricant : Oceaneering International (David Clark Company en tant que sous-traitant)
- Fonction : Activité extra-véhiculaire terrestre (EVA)
- Pression de fonctionnement : 55kPa[3]
- Système de support de vie : 150 heures d'autonomie[1]

## Autres éléments
Comme les EMU pour navette et ISS et la combinaison pressurisée ACES, les astronautes porteront, sous la combinaison, une couche-culotte connue sous le nom de Maximum Absorbency Garment (en) (« vêtement à absorption maximale » ou MAG), qui permettra de contenir l'urine et les matières fécales (bien que ces dernières puissent être évitées avec un régime sans résidu), sur lequel un vêtement de refroidissement et de ventilation liquide (Liquid cooling and ventilation garment (en), LCVG) est porté. Le LCVG a des tubes cousus dans le tissu pour permettre la circulation d'eau de refroidissement et l'élimination du dioxyde de carbone pendant le port de la combinaison. Une casquette de communication, connue sous le nom « Snoopy cap (en) », est portée par l'astronaute pour faciliter la communication au moyen du système d'intercom ou avec le centre de contrôle de mission à Houston.
Contrairement aux casquettes brunes à rayures blanches actuellement utilisées, les « casquettes Snoopy » proposées pour Constellation sont de couleur blanche comme celles  portées par tous les équipages de la navette spatiale avant STS-107, ce qui, associé aux deux couleurs des systèmes de combinaison (orange et blanc), fait ressembler les équipages américains aux cosmonautes soviétiques des années 1960[pertinence contestée].

## Prestataire
La combinaison spatiale Constellation serait fabriquée par Oceaneering International à Houston, Texas. La David Clark Company de Worcester, Massachusetts, le fabricant de la combinaison pressurisée ACES (ainsi que le fabricant de la combinaison spatiale Gemini), et United Space Alliance, seraient deux des sept sous-traitants utilisés par Oceaneering pour développer et fabriquer la combinaison.